# Erythrocera hunanensis
Erythrocera hunanensis là một loài ruồi trong họ Tachinidae.